# Lijst van afleveringen van Would I Lie to You?
Dit is een lijst van afleveringen van het BBC-televisieprogramma Would I Lie to You?, met inbegrip van de data waarop elke aflevering uitgezonden werd, de gasten en de uiteindelijke score.

## Kleurtoets
 -- Aflevering is een overwinning voor Davids team
 -- Aflevering is een overwinning voor Lees team
 -- Aflevering is geëindigd in een gelijkspel

## Afleveringen

### Seizoen 1
| Aflevering | Uitgezonden  | David's team                       | Eindstand | Lee's team                           |
| ---------- | ------------ | ---------------------------------- | --------- | ------------------------------------ |
| 1x01       | 16 juni 2007 | Frankie Boyle en Duncan Bannatyne  | 11–11     | Natalie Cassidy en Dom Joly          |
| 1x02       | 23 juni 2007 | Patrick McGuinness en Fay Ripley   | 6–10      | John Barrowman en Dominic Wood       |
| 1x03       | 30 juni 2007 | Dara Ó Briain en Eamonn Holmes     | 13–6      | Jimmy Carr en Ulrika Jonsson         |
| 1x04       | 14 juli 2007 | Jason Manford en Myleene Klass     | 7–11      | Leslie Ash en Neil Morrissey         |
| 1x05       | 21 juli 2007 | Wendy Richard en Russell Howard    | 11–9      | Len Goodman en Vic Reeves            |
| 1x06       | 28 juli 2007 | Harry Enfield en Claudia Winkleman | 9–8       | Tara Palmer-Tomkinson en Dave Spikey |

### Seizoen 2
| Aflevering | Uitgezonden       | David's team                        | Eindstand            | Lee's team                           |
| ---------- | ----------------- | ----------------------------------- | -------------------- | ------------------------------------ |
| 2x01       | 11 juli 2008      | Rob Brydon en Krishnan Guru-Murthy  | 7–6                  | Gabby Logan en Robert Webb           |
| 2x02       | 18 juli 2008      | Trisha Goddard en Rich Hall         | 7–5                  | Frankie Boyle en Ben Shephard        |
| 2x03       | 25 juli 2008      | David Baddiel en Maureen Lipman     | 5–6                  | Jimmy Carr en Richard Wilson         |
| 2x04       | 1 augustus 2008   | Michael Aspel en Dara Ó Briain      | 7–5                  | Jason Manford en Davina McCall       |
| 2x05       | 8 augustus 2008   | Olivia Colman en Peter Serafinowicz | 6–8                  | Hugh Dennis en Eamonn Holmes         |
| 2x06       | 15 augustus 2008  | Danny Baker en Anton du Beke        | 6–7                  | Russell Howard en Michael Buerk      |
| 2x07       | 22 augustus 2008  | Vic Reeves en Shane Richie          | 10–3                 | Rhys Thomas en Tara Palmer-Tomkinson |
| 2x08       | 29 augustus 2008  | Michael McIntyre en Phil Daniels    | 9–3                  | Graeme Garden en Lauren Laverne      |
| 2x09       | 19 september 2008 | Compilatieaflevering                | Compilatieaflevering | Compilatieaflevering                 |

### Seizoen 3
| Aflevering | Uitgezonden       | David's team                       | Eindstand            | Lee's team                            |
| ---------- | ----------------- | ---------------------------------- | -------------------- | ------------------------------------- |
| 3x01       | 10 augustus 2009  | Jo Brand en Larry Lamb             | 5–5                  | Russell Howard en Carol Vorderman     |
| 3x02       | 17 augustus 2009  | Fern Britton en Stephen Mangan     | 5–5                  | Reginald D. Hunter en Ken Livingstone |
| 3x03       | 24 augustus 2009  | Marcus Brigstocke en Jamelia       | 4–6                  | Jimmy Carr en Terry Christian         |
| 3x04       | 31 augustus 2009  | Jason Manford en Claudia Winkleman | 3–7                  | Clive Anderson en Miranda Hart        |
| 3x05       | 7 september 2009  | Kelvin MacKenzie en Jack Whitehall | 5–5                  | Christine Bleakley en Frankie Boyle   |
| 3x06       | 14 september 2009 | Dave Gorman en Davina McCall       | 7–3                  | Omid Djalili en Janet Street-Porter   |
| 3x07       | 21 september 2009 | Ronni Ancona en Sir Chris Hoy      | 5–5                  | Gabby Logan en Danny Wallace          |
| 3x08       | 28 september 2009 | Reece Shearsmith en Trinny Woodall | 2–9                  | Michael Ball and Charlie Brooker      |
| 3x09       | 17 december 2009  | Compilatieaflevering               | Compilatieaflevering | Compilatieaflevering                  |

### Seizoen 4
| Aflevering | Uitgezonden       | David's team                       | Eindstand            | Lee's team                                 |
| ---------- | ----------------- | ---------------------------------- | -------------------- | ------------------------------------------ |
| 4x01       | 23 juli 2010      | Fern Britton en Richard E. Grant   | 5–6                  | Sanjeev Bhaskar en Martin Clunes           |
| 4x02       | 30 juli 2010      | Ruth Jones en Jason Manford        | 8-3                  | Jack Dee en Peter Serafinowicz             |
| 4x03       | 6 augustus 2010   | Keeley Hawes en Stephen Mangan     | 7–4                  | Kevin Bridges en Brian Cox                 |
| 4x04       | 13 augustus 2010  | Ben Fogle en Craig Revel Horwood   | 3–8                  | Hugh Dennis en Kate Silverton              |
| 4x05       | 20 augustus 2010  | Ronnie Corbett en Sarah Millican   | 4–8                  | Julian Clary en Holly Walsh                |
| 4x06       | 27 augustus 2010  | Rhod Gilbert en Miranda Hart       | 4–5                  | Hugh Fearnley-Whittingstall en Rufus Hound |
| 4x07       | 3 september 2010  | Bernard Cribbins en Patrick Kielty | 7–5                  | Deborah Meaden en Mark Watson              |
| 4x08       | 10 september 2010 | John Bishop en Joanna Page         | 5–7                  | Chris Addison en Patsy Palmer              |
| 4x09       | 17 september 2010 | Compilatieaflevering               | Compilatieaflevering | Compilatieaflevering                       |

### Seizoen 5
| Aflevering | Uitgezonden       | David's team                           | Eindstand            | Lee's team                        |
| ---------- | ----------------- | -------------------------------------- | -------------------- | --------------------------------- |
| 5x01       | 9 september 2011  | Rebecca Front en Jack Whitehall        | 3–5                  | Miranda Hart en Nick Hewer        |
| 5x02       | 16 september 2011 | Robert Webb en Terry Wogan             | 6–3                  | Kevin Bridges en Katy Wix         |
| 5x03       | 23 september 2011 | David O'Doherty en Katherine Parkinson | 6–3                  | Louie Spence en Bill Turnbull     |
| 5x04       | 29 september 2011 | Nigel Havers en Gregg Wallace          | 6–6                  | Charlie Brooker en Nina Wadia     |
| 5x05       | 7 oktober 2011    | Greg Davies en Konnie Huq              | 7–3                  | Marcus Brigstocke en Phil Tufnell |
| 5x06       | 14 oktober 2011   | Bill Oddie en Frank Skinner            | 3–7                  | Sarah Millican en Jon Richardson  |
| 5x07       | 21 oktober 2011   | Mackenzie Crook en Chris Packham       | 4–6                  | Victoria Coren en Rhod Gilbert    |
| 5x08       | 28 oktober 2011   | Lorraine Kelly en Dara Ó Briain        | 3–8                  | Barry Cryer en Sue Perkins        |
| 5x09       | 25 november 2012  | Compilatieaflevering                   | Compilatieaflevering | Compilatieaflevering              |

### Seizoen 6
| Aflevering | Uitgezonden   | David's team                       | Eindstand            | Lee's team                           |
| ---------- | ------------- | ---------------------------------- | -------------------- | ------------------------------------ |
| 6x01       | 13 april 2012 | Mel Giedroyc en Chris Tarrant      | 3–2                  | Alexander Armstrong en Alex Jones    |
| 6x02       | 20 april 2012 | Sanjeev Bhaskar en Richard Madeley | 2–3                  | Kate Humble en Miles Jupp            |
| 6x03       | 27 april 2012 | Richard Bacon en Dale Winton       | 2–4                  | Clare Balding en Miranda Hart        |
| 6x04       | 4 mei 2012    | Rhod Gilbert en Sally Phillips     | 5–1                  | Tess Daly en Des O'Connor            |
| 6x05       | 11 mei 2012   | Andy Hamilton en Gabby Logan       | 4–2                  | Dr. Christian Jessen en Diane Parish |
| 6x06       | 18 mei 2012   | Greg Davies en Richard Osman       | 1–4                  | Patsy Kensit en Bob Mortimer         |
| 6x07       | 25 mei 2012   | Huw Edwards en Sarah Millican      | 3–2                  | Josie Lawrence en Bradley Walsh      |
| 6x08       | 22 juni 2012  | Emily Maitlis en Jack Whitehall    | 2–3                  | Jim Carter en Armando Iannucci       |
| 6x09       | 29 juni 2012  | Compilatieaflevering               | Compilatieaflevering | Compilatieaflevering                 |

### Seizoen 7
| Aflevering | Uitgezonden      | David's team                     | Eindstand            | Lee's team                        |
| ---------- | ---------------- | -------------------------------- | -------------------- | --------------------------------- |
| 7x01       | 3 mei 2013       | Vernon Kay en Dara Ó Briain      | 1–4                  | Rhod Gilbert en Denise van Outen  |
| 7x02       | 10 mei 2013      | Stephen Mangan en Isy Suttie     | 5–1                  | Charles Dance en Gok Wan          |
| 7x03       | 17 mei 2013      | Joan Bakewell en Jason Manford   | 2–3                  | Warwick Davis en Paul Hollywood   |
| 7x04       | 24 mei 2013      | Mel Giedroyc en Dermot O'Leary   | 3–1                  | Matt Dawson en Josh Widdicombe    |
| 7x05       | 31 mei 2013      | Susan Calman en Richard Osman    | 2–4                  | Carol Kirkwood en David O'Doherty |
| 7x06       | 14 juni 2013     | Sarah Millican en Jon Richardson | 2–3                  | David Harewood en Bob Mortimer    |
| 7x07       | 21 juni 2013     | Greg Rutherford en Kirsty Young  | 3–2                  | Joanna Scanlan en Henning Wehn    |
| 7x08       | 28 juni 2013     | Jimmy Carr en Griff Rhys Jones   | 3–3                  | Dave Myers en Susanna Reid        |
| 7x09       | 6 september 2013 | Compilatieaflevering             | Compilatieaflevering | Compilatieaflevering              |
| 7x10       | 23 december 2013 | Miranda Hart en Stephen Mangan   | 5–2                  | Barry Cryer en Miles Jupp         |

### Seizoen 8
| Aflevering | Uitgezonden       | David's team                      | Eindstand            | Lee's team                                  |
| ---------- | ----------------- | --------------------------------- | -------------------- | ------------------------------------------- |
| 8x01       | 12 september 2014 | Fiona Bruce en Micky Flanagan     | 3–2                  | Steve Jones en Claudia Winkleman            |
| 8x02       | 19 september 2014 | Rob Beckett en Kirsty Wark        | 2–3                  | Adam Buxton en Bruno Tonioli                |
| 8x03       | 26 september 2014 | Kian Egan en Adil Ray             | 0–5                  | Mel Giedroyc en Bob Mortimer                |
| 8x04       | 3 oktober 2014    | Heston Blumenthal en Miles Jupp   | 2–3                  | Ed Byrne en Emilia Fox                      |
| 8x05       | 10 oktober 2014   | Rhod Gilbert en Carol Vorderman   | 2–3                  | Hal Cruttenden en Kelly Hoppen              |
| 8x06       | 17 oktober 2014   | Amanda Abbington en Phill Jupitus | 2–4                  | Greg Davies, Gareth Malone en Richard Osman |
| 8x07       | 24 oktober 2014   | Jo Brand en Paul Foot             | 3–2                  | Roisin Conaty en Ray Mears                  |
| 8x08       | 22 december 2014  | Josh Widdicombe en Ray Winstone   | 3–3                  | Rachel Riley en Ricky Tomlinson             |
| 8x09       | 8 januari 2015    | Adrian Chiles en Seann Walsh      | 4–1                  | Aisling Bea en June Brown                   |
| 8x10       | 18 februari 2015  | Compilatieaflevering              | Compilatieaflevering | Compilatieaflevering                        |

### Seizoen 9
| Aflevering | Uitgezonden       | David's team                   | Eindstand            | Lee's team                          |
| ---------- | ----------------- | ------------------------------ | -------------------- | ----------------------------------- |
| 9x01       | 31 juli 2015      | Danny Dyer en Jon Richardson   | 3–2                  | Joe Lycett en Moira Stuart          |
| 9x02       | 7 augustus 2015   | Steve Backshall en Gabby Logan | 4–1                  | Bob Mortimer en Katherine Parkinson |
| 9x03       | 14 augustus 2015  | Greg Davies en Rick Edwards    | 2–2                  | John Cooper Clarke en Alex Jones    |
| 9x04       | 21 augustus 2015  | Alan Davies en Germaine Greer  | 5–0                  | Jermaine Jenas en Richard Osman     |
| 9x05       | 28 augustus 2015  | Rhod Gilbert en Nick Grimshaw  | 1–4                  | Clare Balding en Rob Delaney        |
| 9x06       | 4 september 2015  | Richard Hammond en Sean Lock   | 4–1                  | Judy Murray en Trevor Noah          |
| 9x07       | 11 september 2015 | Jack Dee en Tinchy Stryder     | 3–2                  | Romesh Ranganathan en Gaby Roslin   |
| 9x08       | 24 december 2015  | Bill Bailey en Ruth Jones      | 4–1                  | Jo Brand en Kelly Holmes            |
| 9x09       | 13 januari 2016   | Alex Brooker en Doon Mackichan | 2–3                  | Ben Miller en Henning Wehn          |
| 9x10       | 27 januari 2016   | Compilatieaflevering           | Compilatieaflevering | Compilatieaflevering                |

### Seizoen 10
| Aflevering | Uitgezonden       | David's team                      | Eindstand            | Lee's team                        |
| ---------- | ----------------- | --------------------------------- | -------------------- | --------------------------------- |
| 10x01      | 2 september 2016  | David Haye en Romesh Ranganathan  | 2–3                  | Mel Giedroyc en Martin Kemp       |
| 10x02      | 9 september 2016  | Nadiya Hussain en Michael Smiley  | 3–2                  | Diane Morgan en Bob Mortimer      |
| 10x03      | 16 september 2016 | Jason Manford en Nick Robinson    | 3–2                  | Sara Cox en Harry Shearer         |
| 10x04      | 23 september 2016 | Katherine Ryan en John Simpson    | 1–4                  | Warwick Davis en Hugh Dennis      |
| 10x05      | 30 september 2016 | Josh Widdicombe en Kate Williams  | 3–2                  | Kevin Bishop en Brian Blessed     |
| 10x06      | 7 oktober 2016    | Rhod Gilbert en Claudia Winkleman | 4–1                  | Jamie Laing en Tracy-Ann Oberman  |
| 10x07      | 14 oktober 2016   | Tom Davis en Shaun Ryder          | 3–2                  | Clara Amfo en Henning Wehn        |
| 10x08      | 21 oktober 2016   | Jason Watkins en Adam Woodyatt    | 4–2                  | Maggie Aderin-Pocock en Phil Wang |
| 10x09      | 28 oktober 2016   | Compilatieaflevering              | Compilatieaflevering | Compilatieaflevering              |
| 10x10      | 19 december 2016  | Tom Courtenay en Richard Osman    | 5–1                  | Chris Kamara en Sara Pascoe       |

### Seizoen 11
| Aflevering | Uitgezonden      | David's team                         | Eindstand            | Lee's team                       |
| ---------- | ---------------- | ------------------------------------ | -------------------- | -------------------------------- |
| 11x01      | 20 november 2017 | David Baddiel en Kimberly Wyatt      | 2–2                  | Ed Balls en Jo Brand             |
| 11x02      | 27 november 2017 | Sheila Hancock en Stephen Mangan     | 1–3                  | Mark Bonnar en Anita Rani        |
| 11x03      | 4 december 2017  | Melvin Odoom en Fay Ripley           | 2–2                  | James Acaster en Gabby Logan     |
| 11x04      | 11 december 2017 | Susie Dent en Stacey Solomon         | 3–1                  | Bob Mortimer en Ore Oduba        |
| 11x05      | 18 december 2017 | Henry Blofeld en Kerry Howard        | 1–4                  | Richard Coles en Clive Myrie     |
| 11x06      | 29 december 2017 | Craig Parkinson en Claudia Winkleman | 3–2                  | Steve Davis en Sara Pascoe       |
| 11x07      | 3 januari 2018   | Nish Kumar en Joe Lycett             | 4–1                  | Nikki Fox en Miles Jupp          |
| 11x08      | 12 januari 2018  | Claude Littner en Jordan Stephens    | 4–0                  | Adrian Edmondson en Cariad Lloyd |
| 11x09      | 19 januari 2018  | Richard Osman en Katherine Ryan      | 1–4                  | Denise Lewis en Robert Rinder    |
| 11x10      | 24 januari 2018  | Compilatieaflevering                 | Compilatieaflevering | Compilatieaflevering             |

### Seizoen 12
| Aflevering | Uitgezonden      | David's team                       | Eindstand            | Lee's team                              |
| ---------- | ---------------- | ---------------------------------- | -------------------- | --------------------------------------- |
| 12x01      | 12 oktober 2018  | Dion Dublin en Lucy Porter         | 2–2                  | Debbie McGee en Bob Mortimer            |
| 12x02      | 19 oktober 2018  | Rylan Clark-Neal en Mary Portas    | 2–3                  | Sara Pascoe en Paul Sinha               |
| 12x03      | 26 oktober 2018  | Olivia Colman en Aston Merrygold   | 4–1                  | Jon Richardson en Michaela Strachan     |
| 12x04      | 2 november 2018  | Prue Leith en Big Narstie          | 0–5                  | Scarlett Moffatt en Tomasz Schafernaker |
| 12x05      | 9 november 2018  | Jonnie Peacock en Shaun Williamson | 2–3                  | Jo Brand en Emma Bunton                 |
| 12x06      | 23 november 2018 | Diane Morgan en Richard Osman      | 4–0                  | Daisy May Cooper en Rory Reid           |
| 12x07      | 24 december 2018 | Lily Allen en Noddy Holder         | 1–4                  | James Acaster en Sian Gibson            |
| 12x08      | 11 januari 2019  | Ronan Keating en Georgia Toffolo   | 2–3                  | Rhod Gilbert en Ellie Taylor            |
| 12x09      | 18 januari 2019  | Alex Jones en Rachel Parris        | 5–0                  | Stacey Dooley en Henning Wehn           |
| 12x10      | 24 januari 2019  | Compilatieaflevering               | Compilatieaflevering | Compilatieaflevering                    |
| 12x11      | 31 januari 2019  | Compilatieaflevering               | Compilatieaflevering | Compilatieaflevering                    |

### Seizoen 13
| Aflevering | Uitgezonden      | David's team                          | Eindstand            | Lee's team                         |
| ---------- | ---------------- | ------------------------------------- | -------------------- | ---------------------------------- |
| 13x01      | 18 oktober 2019  | Gabby Logan en John Simm              | 2–2                  | Chris McCausland en Angela Scanlon |
| 13x02      | 25 oktober 2019  | Victoria Coren Mitchell en Greg James | 2–3                  | Clare Balding en Asim Chaudhry     |
| 13x03      | 1 november 2019  | Miles Jupp en Samson Kayo             | 3–3                  | Liz Carr en Anneka Rice            |
| 13x04      | 8 november 2019  | Guz Khan en Claudia Winkleman         | 3–2                  | Greg Davies en Lucy Worsley        |
| 13x05      | 20 december 2019 | Jay Blades en Sue Johnston            | 0–4                  | Alice Levine en Bob Mortimer       |
| 13x06      | 26 december 2020 | Liz Bonnin en Stephen Merchant        | 3–2                  | Sharon Osbourne en Dr. Ranj Singh  |
| 13x07      | 17 januari 2020  | Richard Osman en Jennifer Saunders    | 5–1                  | Steph McGovern en Joe Sugg         |
| 13x08      | 24 januari 2020  | Geoff Norcott en Esme Young           | 3–2                  | Tom Allen en Vicki Pepperdine      |
| 13x09      | 31 januari 2020  | Jo Brand en Kiri Pritchard-McLean     | 3–2                  | Simon Day en Henning Wehn          |
| 13x10      | 7 februari 2020  | Dani Dyer en Fred Sirieix             | 3–3                  | James Acaster en Oti Mabuse        |
| 13x11      | 14 februari 2020 | Compilatieaflevering                  | Compilatieaflevering | Compilatieaflevering               |
| 13x12      | 21 februari 2020 | Compilatieaflevering                  | Compilatieaflevering | Compilatieaflevering               |

### Seizoen 14
| Aflevering | Uitgezonden      | David's team                       | Eindstand            | Lee's team                          |
| ---------- | ---------------- | ---------------------------------- | -------------------- | ----------------------------------- |
| 14x01      | 24 december 2020 | Joe Lycett en Ruth Madeley         | 2–3                  | Jo Brand en Joe Swash               |
| 14x02      | 8 januari 2021   | Richard Osman en Lou Sanders       | 2–4                  | Les Dennis en Alice Levine          |
| 14x03      | 15 januari 2021  | Chris McCausland en Laura Whitmore | 3–2                  | Maisie Adam en Stephen Hendry       |
| 14x04      | 22 januari 2021  | Raj Bisram en Gemma Cairney        | 4–2                  | Sophie Hermann en Josh Widdicombe   |
| 14x05      | 29 januari 2021  | Miles Jupp en Samantha Morton      | 2–4                  | Sarah Hadland en Bob Mortimer       |
| 14x06      | 1 februari 2021  | Sara Barron en Claudia Winkleman   | 1–4                  | Kate Bottley en Ed Gamble           |
| 14x07      | 8 februari 2021  | Nicola Coughlan en Dan Walker      | 4–1                  | Mr Motivator en Sara Pascoe         |
| 14x08      | 15 februari 2021 | Joel Dommett en AJ Odudu           | 5–0                  | Alex Horne en Sindhu Vee            |
| 14x09      | 22 februari 2021 | Roisin Conaty en Roman Kemp        | 5–1                  | Maya Jama en Xand van Tulleken      |
| 14x10      | 1 maart 2021     | Alex Jones en Martin Lewis         | 1–5                  | Anna Maxwell Martin en Johnny Vegas |
| 14x11      | 8 maart 2021     | Compilatieaflevering               | Compilatieaflevering | Compilatieaflevering                |
| 14x12      | 16 april 2021    | Compilatieaflevering               | Compilatieaflevering | Compilatieaflevering                |

### Seizoen 15
| Aflevering | Uitgezonden      | David's team                         | Eindstand            | Lee's team                             |
| ---------- | ---------------- | ------------------------------------ | -------------------- | -------------------------------------- |
| 15x01      | 20 december 2021 | Jim Broadbent en Rose Matafeo        | 4–3                  | Ardal O'Hanlon en Angela Rippon        |
| 15x02      | 7 januari 2022   | Judi Love en Chris McCausland        | 3–3                  | John Cooper Clarke en Caroline Quentin |
| 15x03      | 14 januari 2022  | Suggs en Holly Willoughby            | 2–4                  | Angellica Bell en Bob Mortimer         |
| 15x04      | 21 januari 2022  | Jason Manford en Briony May Williams | 4–2                  | Sophie Ellis-Bextor en Loyiso Gola     |
| 15x05      | 28 januari 2022  | Gyles Brandreth en Lou Sanders       | 3–3                  | Yung Filly en Sarah Millican           |
| 15x06      | 4 februari 2022  | Sarah Kendall en Richard Osman       | 3–3                  | Pam Ayres en Kiell Smith-Bynoe         |
| 15x07      | 11 februari 2022 | Philippa Perry en Mike Wozniak       | 3–3                  | Lady Leshurr en Alan Titchmarsh        |
| 15x08      | 18 februari 2022 | Rosie Jones en Jamali Maddix         | 2–3                  | Victoria Derbyshire en Rhod Gilbert    |
| 15x09      | 25 februari 2022 | Raj Bisram en Deborah Frances-White  | 3–2                  | Stephen Mulhern en Jenny Ryan          |
| 15x10      | 4 maart 2022     | Sam Quek en Joe Thomas               | 1–5                  | Jo Brand en Bobby Seagull              |
| 15x11      | 1 april 2022     | Compilatieaflevering                 | Compilatieaflevering | Compilatieaflevering                   |
| 15x12      | 3 juni 2022      | Compilatieaflevering                 | Compilatieaflevering | Compilatieaflevering                   |

### Seizoen 16
| Aflevering | Uitgezonden      | David's team                              | Eindstand            | Lee's team                             |
| ---------- | ---------------- | ----------------------------------------- | -------------------- | -------------------------------------- |
| 16x01      | 30 december 2022 | Gloria Hunniford en Guz Khan              | 3–2                  | Christopher Eccleston en Sophie Willan |
| 16x02      | 6 januari 2023   | Bez en Motsi Mabuse                       | 4–1                  | Shazia Mirza en Steve Pemberton        |
| 16x03      | 13 januari 2023  | Michelle Visage en Henning Wehn           | 3–1                  | Chizzy Akudolu en Simon Gregson        |
| 16x04      | 20 januari 2023  | Shirley Ballas en Chris McCausland        | 0–5                  | Steven Bartlett en Josie Gibson        |
| 16x05      | 27 januari 2023  | Laurence Llewelyn-Bowen en Ellie Simmonds | 3–2                  | Jayde Adams en MIST                    |
| 16x06      | 3 februari 2023  | Lucy Martin en Joe Wilkinson              | 3–2                  | Jo Brand en Amol Rajan                 |
| 16x07      | 10 februari 2023 | Munya Chawawa en Snoochie Shy             | 1–3                  | Bob Mortimer en Alice Roberts          |
| 16x08      | 17 februari 2023 | Desiree Burch en Anton Du Beke            | 2–3                  | Lucy Beaumont en Ralf Little           |
| 16x09      | 24 maart 2023    | Stephen Bailey en Gemma Collins           | 2–3                  | Asim Chaudhry en Sally Lindsay         |
| 16x10      | 31 maart 2023    | Sarah Greene en Ugo Monye                 | 3–2                  | Tom Allen en Morgana Robinson          |
| 16x11      | 7 april 2023     | Compilatieaflevering                      | Compilatieaflevering | Compilatieaflevering                   |
| 16x12      | 14 april 2023    | Compilatieaflevering                      | Compilatieaflevering | Compilatieaflevering                   |

### Seizoen 17
| Aflevering | Uitgezonden      | David's team                              | Eindstand            | Lee's team                       |
| ---------- | ---------------- | ----------------------------------------- | -------------------- | -------------------------------- |
| 17xSp      | 22 december 2023 | Victoria Coren Mitchell en Naga Munchetty | 4–1                  | Alex Brooker en Melvyn Hayes     |
| 17x01      | 29 december 2024 | Alex Jones en Rav Wilding                 | 5–0                  | Chris McCausland en Su Pollard   |
| 17x02      | 5 januari 2024   | Frankie Boyle en Abby Cook                | 1–4                  | Lucy Beaumont en Mo Gilligan     |
| 17x03      | 12 januari 2024  | Charlie Brooker en Shaparak Khorsandi     | 2–3                  | Hannah Fry en Danny Jones        |
| 17x04      | 19 januari 2024  | Jack Carroll en Gabby Logan               | 2–3                  | Bridget Christie en Big Zuu      |
| 17x05      | 26 januari 2024  | Jessica Hynes en Romesh Ranganathan       | 4–1                  | Wilfred Webster en Gina Yashere  |
| 17x06      | 2 februari 2024  | Craig Charles en Shazia Mirza             | 2–2                  | Amy Gledhill en Jeremy Vine      |
| 17x07      | 9 februari 2024  | Ivo Graham en Johnny Marr                 | 1–4                  | Jo Brand en Sinitta              |
| 17x08      | 16 februari 2024 | Babatunde Aléshé en Claudia Winkleman     | 3–2                  | Mike Bubbins en Jessica Knappett |
| 17x09      | 23 februari 2024 | Will Mellor en Kimberley Walsh            | 1–4                  | Sam Campbell en Charlene White   |
| 17x10      | 1 maart 2024     | Compilatieaflevering                      | Compilatieaflevering | Compilatieaflevering             |
| 17x11      | 8 maart 2024     | Compilatieaflevering                      | Compilatieaflevering | Compilatieaflevering             |

## Eindresultaat
| David                                         | Lee |
| Seizoen-overwinningen (4 keer gelijkspel)     |     |
| 7                                             | 6   |
| Aflevering-overwinningen (20 keer gelijkspel) |     |
| 69                                            | 61  |